# Behat
Behat은 PHP 프로그래밍 언어로 개발된 행위 중심 개발을 위한 테스트 프레임워크이다. Behat은 Konstantin Kudryashov가 개발했으며 개발은 깃허브를 통해 이루어지고 있다.

## 목적
Behat은 소프트웨어 개발 프로세스 가운데에서 개발자, 고객, 기타 주주들 간의 대화를 돕기 위해 설계되었다. 소프트웨어의 의도한 동작의 테스트 가능한 예제의 분명한 문서화를 허용한다. Behat 테스트 시나리오는 정의된 패턴에 따른 비즈니스적인 도메인 특화 언어인  Gherkin로 개발되었다.

## 예제
"Given" 뒤의 전제 조건은 실행할 PHP 메서드 이름과 일치한다:
```
Feature:
 Function to test description

    Free text

    
Scenario:
 Scenario 1

        Given 
preconditions

        
When 
actions

        
Then 
results

    
Scenario:
 Scenario 2

        ...

```